# 許應深
許應深（1948年5月10日—），台灣桃園市政治人物，民主進步黨籍。曾任民進黨中央常務委員、桃園縣政府主任秘書、桃園縣選舉委員會主任委員、桃園縣副縣長、桃園縣代理縣長、內政部政務次長、桃園航勤公司董事長、元智大學第六～七屆校友會理事長。早期為許家班人馬，許信良之姪。

## 代理桃園縣長任內
在2010直轄市長選舉時，民主進步黨批評曾任桃園縣縣長的中國國民黨籍新北市市長候選人朱立倫，停發三節老人敬老金三年的說法。當時朱立倫陣營表示停發一事乃朱的前任代理縣長許應深所為。但綠營發言人回說，朱立倫第一任縣長任內，前三年都停發三節敬老金，把責任推給前縣長許應深是不公平的。

## 內政部政務次長任內
SARS伸入公務部門，內政部次長許應深遭隔離，內政部政務次長許應深到桃園抽查居家隔離民眾，其中一居家隔離者在七日因發燒被送醫隔離觀察，引起當天隨行採訪之媒體記者恐慌； 不過，許應深在確認訊息後，立刻主動表示願意接受隔離。

## 外部連結
| 政府职务       | 政府职务                                      | 政府职务      |
| -------------- | --------------------------------------------- | ------------- |
| 中華民國內政部 |                                               |               |
| 前任： 李逸洋  | 內政部政務次長 2002年12月25日－2004年4月12日  | 繼任： 李進勇 |
| 桃園縣政府     |                                               |               |
| 前任： 呂秀蓮  | 桃園縣縣長 代理 2000年5月20日－2001年12月20日 | 繼任： 朱立倫 |